# Piper sambuanum
Piper sambuanum är en pepparväxtart som beskrevs av C. Dc.. Piper sambuanum ingår i släktet Piper och familjen pepparväxter. Inga underarter finns listade i Catalogue of Life.